# Tekenbeet

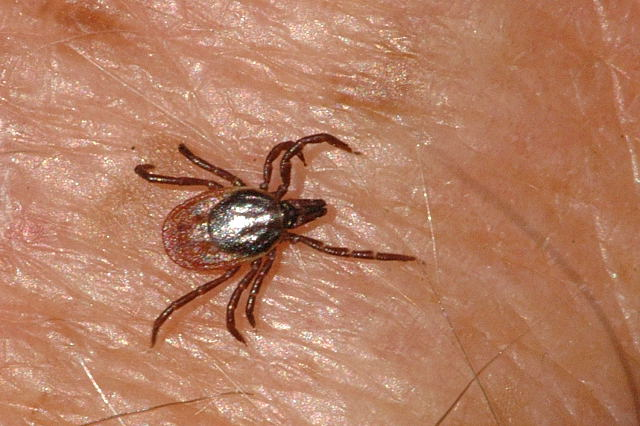
Een schapenteek (Ixodes ricinus), de vector van lymeziekte

Een tekenbeet is een wond die ontstaat als een teek met zijn zuigsnuit de huid van een gastheer doorboort om zich te voeden met diens bloed. Bij de beet komt speeksel van de teek in contact met de huid van de gastheer. In dit speeksel zit zowel een verdovende stof als een stof die bloedstolling tegengaat. Een tekenbeet wordt door de plaatselijke verdoving niet gevoeld en de stollingsremmer zorgt ervoor dat de teek bloed kan blijven zuigen omdat er geen stolsel wordt gevormd. 
Tekenbeten kunnen bij de gastheer ziekten veroorzaken, waaronder bij de mens de lymeziekte. Een tekenbeet veroorzaakt geen zwelling zoals de beet van een daas of de steek van wespen, bijen of hommels. De beten zijn meestal niet pijnlijk en worden vaak alleen opgemerkt doordat men de teek in de huid ziet zitten. De beet van een teek kan verward worden met die van andere bloedzuigende geleedpotigen zoals vlooien en sommige wantsen, zoals de bedwants. De meeste tekenbeten komen voor in de zomer. Geschat wordt dat elk jaar bijna anderhalf miljoen Nederlanders een tekenbeet oplopen. Het gaat dan vrijwel altijd om een beet van de schapenteek. Men mag aannemen dat voor België vergelijkbare aantallen gelden.

## Besmetting

### Bij de mens

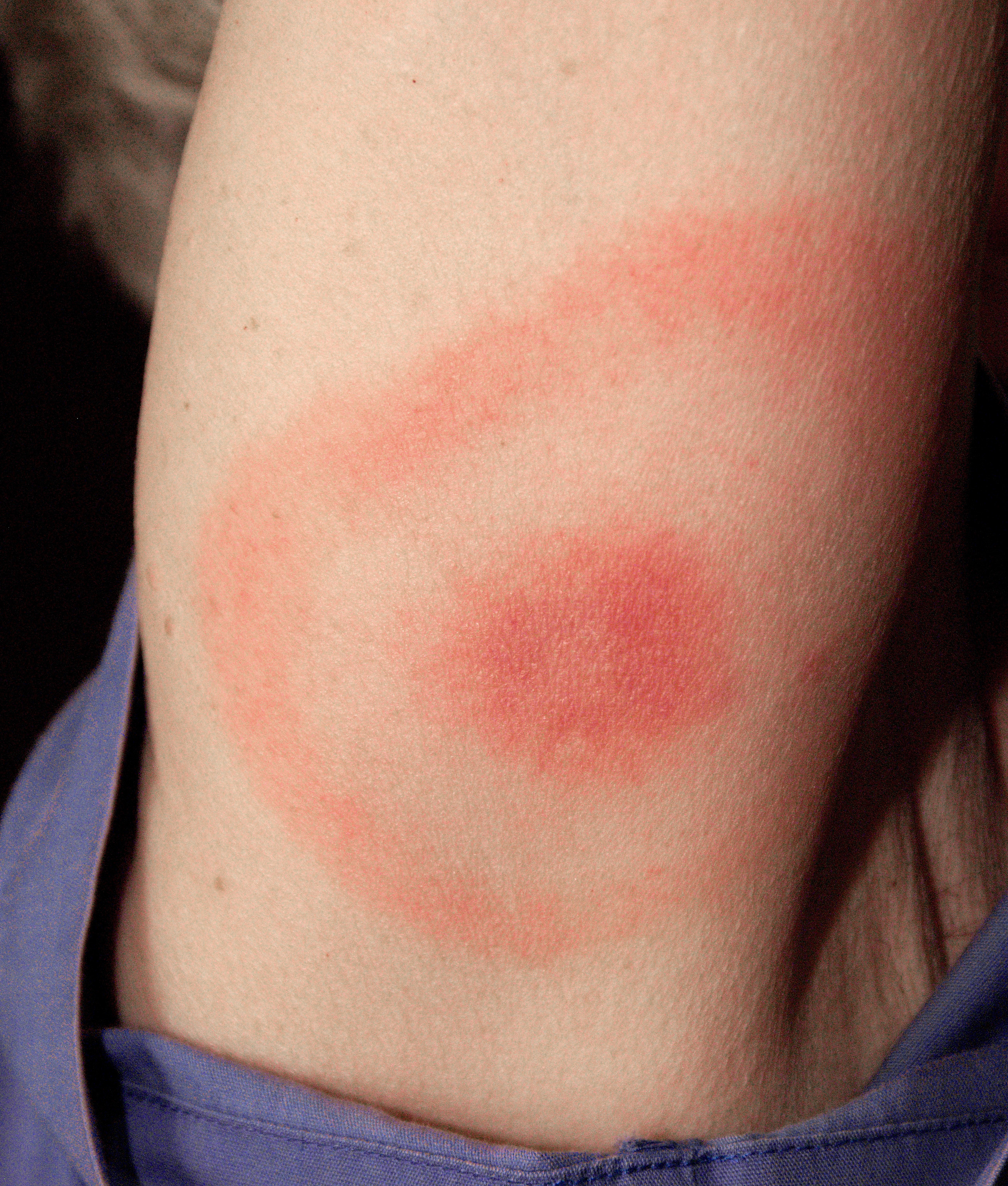
Een kringvormige vlek, het erythema migrans, rond de plaats van de tekenbeet

Verschillende soorten teken kunnen door hun beten ziekten overbrengen, waarvan de voor mensen belangrijkste zijn:
- De lymeziekte, veroorzaakt door de Borrelia-bacterie die ook in Nederland en België voorkomt. Uit onderzoek van de Wageningen Universiteit is gebleken dat gemiddeld 15 procent van de teken in Nederland besmet is met de Borrelia-bacterie. Dit percentage varieert sterk van plaats tot plaats en van jaar tot jaar.[1]

Van de anderhalf miljoen Nederlanders die jaarlijks een tekenbeet oplopen krijgen er naar schatting tussen de 20.000 en 30.000 de ziekte van Lyme. Bij een kleine groep van hen, circa 10 tot 25 procent, ontstaan ernstige vormen van deze ziekte, zoals  lymeartritis of neuroborreliose. De kans op besmetting met lymeziekte bij de mens is gering als de teek binnen 24 uur verwijderd wordt. Toediening van antibiotica wordt in de Nederlandse officiële richtlijnen niet standaard aanbevolen.
Meer dan driekwart van de mensen die deze infectieziekte oplopen, krijgt een kenmerkende rode ring of vlek bij de plek van de tekenbeet, de zogenaamde erythema migrans. Deze ontstaat na een tot zes weken en breidt zich gaandeweg uit. Zodra deze erythema migrans wordt waargenomen moet de huisarts worden geraadpleegd. Omdat de rode verkleuring niet altijd optreedt is het van groot belang om na elke tekenbeet alert te blijven op symptomen van lymeziekte.
- Een vorm van encefalitis, Frühsommer-Meningoenzephalitis (FSME) en Russian spring-summer encephalitis (RSSE). Deze ziekten zijn zeldzaam in Nederland en België en worden veroorzaakt door twee virussen die behoren tot de groep van flavivirussen. In Nederland (2003) zijn nog geen teken met dit virus aangetroffen. FSME komt voor in Centraal- en Oost-Europa, de Balkan, Finland, Zweden, Denemarken, in het oosten van Frankrijk, in Oostenrijk, Zuid-Duitsland en Zwitserland. Het RSSE-virus komt voor in grote delen van Rusland, Centraal-Azië, Noord-China en Afrika. Tegen FSME en RSSE kan gevaccineerd worden.
- Tekenbeetkoorts, overgebracht door de teek Rhipicephalus sanguineus, die in Zuid-Europa voorkomt.
- Krim-Congo-hemorragische koorts wordt overgebracht door teken van het geslacht Hyalomma.
- Het alfa-galsyndroom, een vleesallergie die levensbedreigend kan worden. De allergie wordt onder meer doorgegeven via de Lone Star-teek. Ook teken in Nederland en België, vooral de schapenteek (Ixodes ricinus), kunnen vleesallergie voortbrengen. De allergie is alleen merkbaar bij het eten van rood vlees. Bij wit vlees, zoals kip, is er geen allergische reactie.[3]

### Bij dieren
Tekenbeten kunnen ook dieren besmetten met ziektekiemen. De belangrijkste ziekte die teken overdragen aan runderen en honden is babesiose, veroorzaakt door de Babesia- bloedparasiet (Babesia canis). Deze parasiet dringt de rode bloedcellen binnen. Ziekteverschijnselen zijn kortademigheid, koorts, rode urine en plotselinge sterfte. Babesiose (ook wel pyroplasmose of piroplasmose) komt voornamelijk voor in Zuid-Europa, maar kan ook in Nederland voorkomen. In 2004 zijn enkele gevallen gerapporteerd. De overbrengende teek van deze ziekte (Dermacentor sp.) kwam niet in Nederland voor en werd slechts af en toe ingevoerd op huisdieren. De laatste jaren echter wordt deze soort vaker aangetroffen; het lijkt erop dat hij zich blijvend gevestigd heeft.

## Preventie
Vanuit het oogpunt van preventie is het van belang om zoveel mogelijk te voorkomen dat teken een mens of huisdier als gastheer vinden. Als ze daar toch in slagen is het zaak ze te verwijderen voor besmetting optreedt. De meeste mensen die een tekenbeet oplopen doen dat in het bos, in het park of in de eigen tuin. Om een tekenbeet te voorkomen kan de mens zijn kleding met een insectenwerend middel inspuiten, dat meestal DEET bevat. Deze stof verstoort de reukzin van de teek waardoor deze zijn eventuele gastheer niet meer kan waarnemen. Verdere preventie bij de mens bestaat uit het bedekt houden van alle lichaamsdelen; het is ook raadzaam om de broekspijpen in de sokken te stoppen en eventueel de randen van de sokken met DEET te behandelen.
Ondanks deze maatregelen kan men toch een tekenbeet oplopen. Daarom dient na het verlaten van het bos of 's avonds het volledige lichaam gecontroleerd te worden op teken. Hoe eerder een teek verwijderd wordt, des te kleiner de kans is dat er een lymebesmetting optreedt. Het is raadzaam om vondsten van teken op het lichaam bij te houden op een tekenformulier.
Huisdieren kunnen beschermd worden tegen tekenbeten door toepassing van speciale bestrijdingsmiddelen. Voor gebruik bij de hond is Permethrin geregistreerd. Permethrin tast het zenuwstelsel van de teek aan waardoor het dier sterft; het middel is echter niet geschikt voor gebruik bij katten. Katten missen het leverenzym om pyrethroïden efficiënt af te kunnen breken waardoor vergiftigingen kunnen ontstaan. Voor de bestrijding van teken bij katten bestaat een ander bestrijdingsmiddel, op basis van Fipronil.

## Verwijdering van vastgezogen teken
Om het besmettingsgevaar bij mens of dier te minimaliseren is het zaak een vastgezogen teek zo snel mogelijk te verwijderen. Het is van belang dat de teek daarbij niet wordt beschadigd. Anders kan het gebeuren dat de teek zijn maaginhoud leegt in het lichaam van de gastheer, waardoor het besmettingsgevaar vele malen groter wordt. Het is niet aan te raden de teek met alcohol of olie te behandelen, omdat ook dan de kans bestaat dat de teek zijn maaginhoud uitspuugt. 
De teek dient voor het verwijderen zo dicht mogelijk bij de strakgetrokken huid vastgeklemd te worden. Na het verwijderen moet de huid ontsmet worden met alcohol en kan de teek in heet water ondergedompeld worden om hem snel te doden. Er zijn mensen die er zeer handig in zijn een teek met een draaiende beweging uit de huid te verwijderen. Wanneer men aan de teek trekt, verstevigt deze zijn greep. Door draaibewegingen te maken verliest de teek zijn grip. In het algemeen verdient het echter de voorkeur gebruik te maken van speciale hulpmiddelen. Deze dienen na gebruik meteen gedesinfecteerd te worden.

### Tekenpincet
Met behulp van de speciale tekenpincet, ook wel tekentang genoemd, kan een teek na enige oefening goed worden verwijderd. De pincet kan zowel gemaakt zijn van kunststof als van metaal. Wanneer de knop aan de achterzijde wordt ingedrukt gaat de pincet open en kan de bek over de teek te worden geplaatst, zo dicht mogelijk bij de huid (dus over de kop van de teek). Als de knop wordt losgelaten knijpt de pincet zichzelf vast. De pincet moet daarbij wel richting gastheer bewogen worden. Daarna kan de teek verwijderd worden door de pincet al draaiend langzaam omhoog te trekken.

### Tekenlepel
De tekenlepel is een speciaal gevormde lepel waarmee teken gemakkelijk verwijderd kunnen worden bij mens en dier. Met de tekenlepel wordt de teek niet samengeknepen zoals wel het geval kan zijn bij gebruik van bijvoorbeeld een pincet. De lepel moet met het brede deel van de V-inkeping op de huid geplaatst worden, zo dicht mogelijk bij de teek. Met een lichte druk op de huid wordt de lepel richting de teek bewogen zodat het smalle deel van de inkeping de teek omsluit. Een gelijkmatige voorwaartse schuifbeweging verwijdert de teek. Door de vorm van de tekenlepel kan men een teek ook makkelijk zelf verwijderen uit moeilijk bereikbare plaatsen zoals de lies en knieholte.  Met de lepel kunnen zowel larven van 1 millimeter als nimfen en grote teken worden verwijderd, inclusief het monddeel. Door de speciale bolvorm is er weinig raakvlak met de huid zodat de lepel makkelijk over de huid schuift en een teek na verwijdering wordt opgevangen in de lepel en niet wegrolt. De tekenlepel kan makkelijk aan sleutelbos, broekriem of rugzak worden gehangen.

### Tekenkoevoetje
Sterk gelijkend op de tekenlepel, maar veel smaller, is het tekenkoevoetje dat vaak gebruikt wordt bij honden en katten.

### Tekenkaart
Een speciale kaart ter grootte van een creditcard kan ook goed gebruikt worden om teken te verwijderen. De kaart wordt met de brede zijde van de vangopening over de teek geplaatst waarna de kaart langzaam richting teek getrokken wordt. Als de teek in de smalle zijde van de opening geklemd zit kan de verwijdering voltooid worden door de kaart langzaam draaiend omhoog te trekken. Een voordeel van de tekenkaart is dat deze gemakkelijk kan worden meegenomen bij een wandeling.

### Tekenpen
Soms bevindt een teek zich op plaatsen die moeilijk bereikbaar zijn met een pincet of lepel. Dat kan bij de mens bijvoorbeeld het geval zijn als de teek tussen tenen zit en bij een hond of kat als de teek zich bevindt in een dichte vacht van lang haar. In dergelijke gevallen kan gebruikgemaakt worden van de teekverwijderpen met lasso. In de ruststand is de lasso van de pen aangetrokken. Wanneer men op de knop van de pen drukt, komt de nylon lasso naar buiten. Deze kan over de teek worden gelegd, zo dicht mogelijk tegen de huid. Bij het weer loslaten van de knop trekt de veer, die zich in de pen bevindt, de lasso weer aan. Men kan dan met een licht draaiende beweging de teek uit de huid trekken.

### Tekenbevriezer
Een andere methode is bevriezing van de teek. Met een apparaatje wordt een koude vloeistof op de teek gespoten, waardoor deze bevriest en gemakkelijk verwijderd kan worden. Door de bevriezing kan de teek zijn maaginhoud niet lozen.